# Stefan Georgiev (sollevatore)
Stefan Ivanov Georgiev (in bulgaro Стефан Иванов Георгиев?; 7 febbraio 1975) è un ex sollevatore bulgaro, campione europeo e mondiale, che ha gareggiato nelle categorie dei pesi mosca, pesi gallo e pesi piuma.

## Carriera
Vinse tre medaglie (una d'oro e due di bronzo) ai campionati mondiali tra il 1997 e il 2002, e sette medaglie (una d'oro, tre d'argento e tre di bronzo) ai campionati europei tra il 1995 e il 2008.
Ai campionati europei del 2005 di Sofia, in origine si piazzò al quarto posto, ma si aggiudicò in seguito la medaglia di bronzo a causa della squalifica per doping di Halil Mutlu, vincitore della gara.